# Tombstone – A halott város
A Tombstone – A halott város (eredeti cím: Tombstone) 1993-ban bemutatott amerikai westernfilm George P. Cosmatos rendezésben. 

## Szereplők
| Szereplő                                                         | Színész                     | Magyar hang     |
| ---------------------------------------------------------------- | --------------------------- | --------------- |
| Wyatt Earp; visszavonult békebíró                                | Kurt Russell                | Sörös Sándor    |
| Doc Holliday; Wyatt Earp barátja                                 | Val Kilmer                  | Forgács Péter   |
| Virgil Earp; Wyatt Earp bátyja                                   | Sam Elliott                 | Barbinek Péter  |
| Morgan Earp; Wyatt Earp öccse                                    | Bill Paxton                 | Háda János      |
| Curly Bill Brocius; bandita                                      | Powers Boothe               | Varga Tamás     |
| Johnny Ringo; bandita                                            | Michael Biehn               | F. Nagy Zoltán  |
| Henry Hooker;                                                    | Charlton Heston             |                 |
| Billy Breckinridge; helyettes                                    | Jason Priestley             |                 |
| John Behan; Cochise megyei Seriff                                | Jon Tenney                  | Csuja Imre      |
| Ike Clanton; bandita                                             | Stephen Lang                | Melis Gábor     |
| Billy Clanton; bandita                                           | Thomas Haden Church         |                 |
| Josephine Marcus; színésznő, Wyatt Earp szeretője, majd felesége | Dana Delany                 | Kökényessy Ági  |
| Allie Earp; Virgil Earp felesége                                 | Paula Malcomson             | Biró Anikó      |
| Louisa Earp; Morgan Earp felesége                                | Lisa Collins                |                 |
| Mattie Blaylock; Wyatt Earp ópiumfüggő felesége                  | Dana Wheeler-Nicholson      | Incze Ildikó    |
| Kate; magyar származású prostituált, Doc Holiday szerelme        | Joanna Pacula               | Dudás Eszter    |
| Sherman McMasters; Wyatt Earp és Doc Holiday barátja             | Michael Rooker              | Albert Péter    |
| Fred White; Tombstone Marsallja                                  | Harry Carey Jr.             | Galgóczi Imre   |
| Johnny Tyler; kisstílű bűnöző Tombstoneban                       | Billy Bob Thornton          | Szűcs Sándor    |
| Milt Joyce;                                                      | Pat Brady                   | Végh Ferenc     |
| Frank McLaury; bandita                                           | Robert John Burke           |                 |
| Mr. Fabian; színész                                              | Billy Zane                  | Breyer Zoltán   |
| Turkey Creek Jack Johnson; ügyész,                               | Buck Taylor                 | Antal László    |
| John Clum; Tombstone polgármestere                               | Terry O’Quinn               | Wohlmuth István |
| Ed Bailey                                                        | Frank Stallone              |                 |
| Narrátor                                                         | Robert Mitchum, (csak hang) | Bodor Tibor     |

## Fordítás
- Ez a szócikk részben vagy egészben  a   Tombstone (film) című angol Wikipédia-szócikk fordításán alapul.  Az eredeti cikk szerkesztőit annak laptörténete sorolja fel. Ez a jelzés csupán a megfogalmazás eredetét és a szerzői jogokat jelzi, nem szolgál a cikkben szereplő információk forrásmegjelöléseként.